# Nawur (huyện)
Nawur là một huyện thuộc tỉnh Ghazni, Afghanistan. Dân số thời điểm năm 1999 là 76,072 người.